# Rapid Surfing

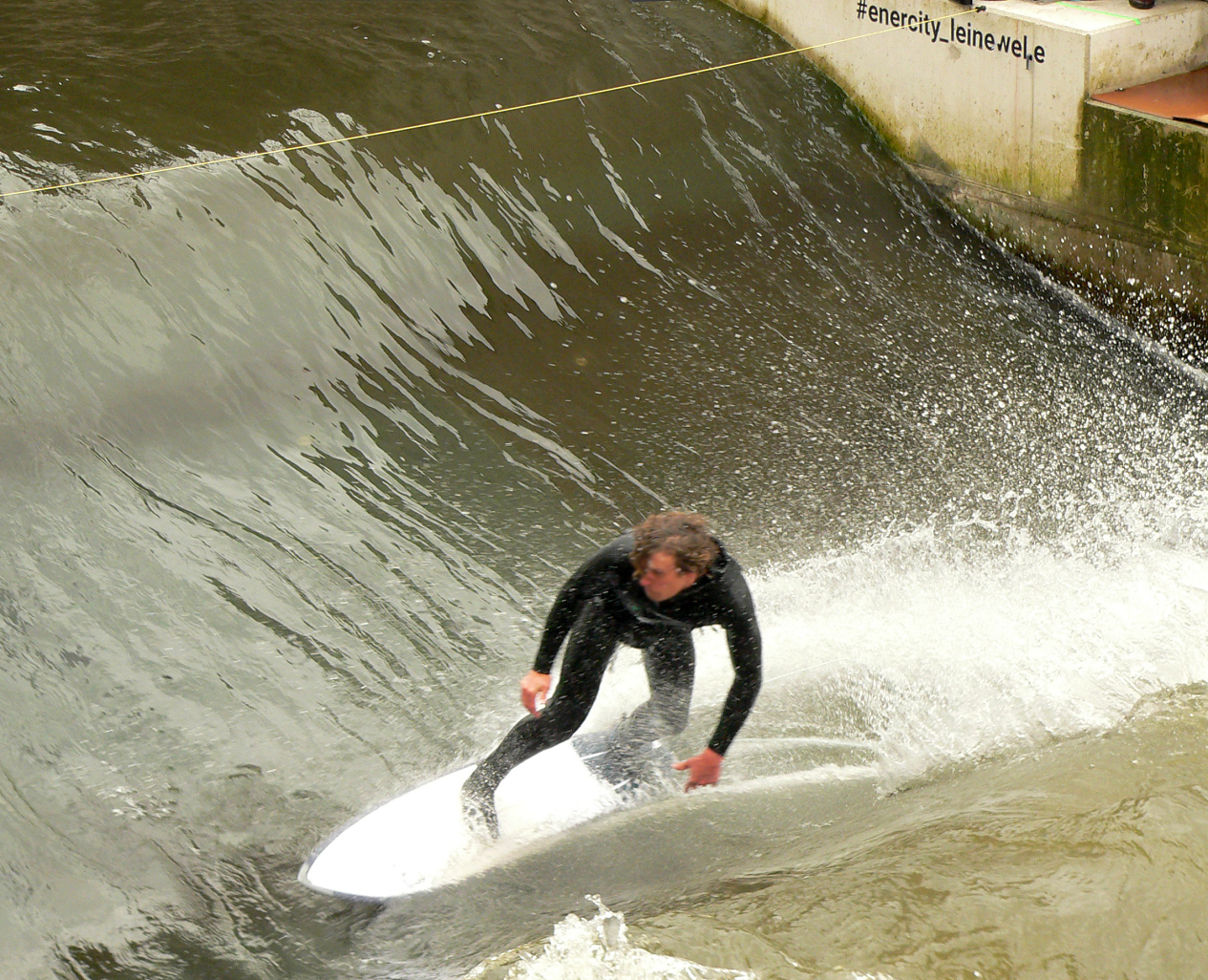
Rapid Surfing auf der Leinewelle in Hannover

Rapid Surfing ist eine Wassersportart, die das Wellenreiten mit einem Surfbrett auf einer stehenden Welle bezeichnet. Die Welle kann in einem Fluss entstehen oder künstlich erzeugt werden. Rapid Surfing kombiniert das Wellenreiten mit Elementen aus dem Skateboarding und dem Snowboarding. Seit 2019 führt der Deutsche Wellenreitverband jährlich eine Meisterschaft in der Sportart statt.

## Geschichte
Das Wellenreiten auf stehenden Wellen in Flüssen und Kanälen wird seit Jahrzehnten ausgeübt und firmiert unter der Bezeichnung Flusssurfen (Riversurfing). Der 2019 neu aufgekommene Begriff Rapid Surfing stammt aus dem englischen und bedeutet Stromschnellen-Surfen. Er fasst das Flusssurfen und das Surfen im Wasserbecken (Wavepool) zusammen. Erstmal öffentlich vorgestellt wurde der Begriff Rapid Surfing bei einem Treffen von Flusssurfer-Initiativen im Jahr 2019 auf der Internationalen Fachmesse für Sportartikel und Sportmode in München. Weitere Bekanntheit erlangte der Begriff durch den jährlichen Wettbewerb der Rapid Surf League, bei der die besten Rapid Surfer in Europa auf unterschiedlichen stehenden Wellen gegeneinander antreten.

## Beschreibung

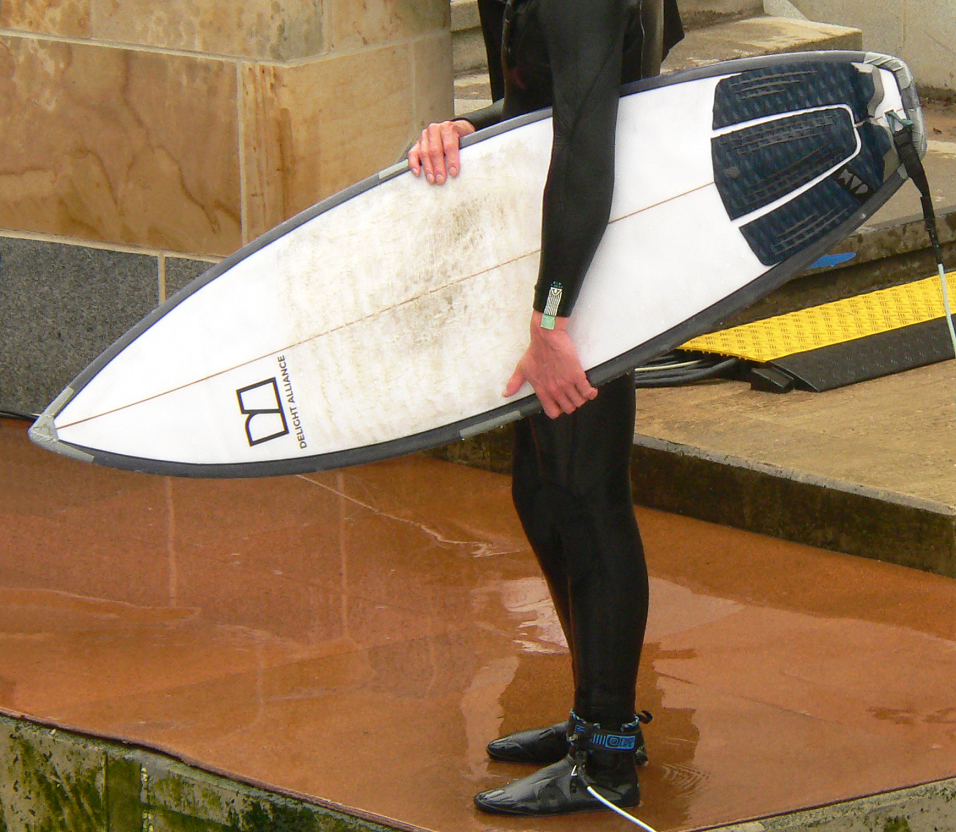
Surfbrett für das Rapid Surfing

Die Sportart wird auf einer stehenden Welle ausgeübt, die auf verschiedene Weise zustande kommen kann. In Flüssen entstehen natürliche Wellen durch Stromschnellen. In Flüssen kann auch ein Wehr eine künstliche Welle erzeugen. In einem Wasserbecken schaffen Pumpen eine konstante Welle.
Während der Surfer beim Wellenreiten im Meer Wellen anpaddeln und auf das Surfbrett steigen muss, kann er bei einer stehenden Welle im Stehen, Sitzen oder durch einen Sprung auf die Welle starten. Auch der sogenannte Take-Off aus dem Meersurfen ist im Fluss möglich. 
Für die Ausübung der Sportart gibt es spezielle Surfbretter, die gegenüber Surfbrettern für Meereswellen kürzer sind. Dies ist durch die begrenzte Höhe und Fläche von stehenden Wellen bedingt.

## Bekannte Orte für das Rapid Surfing
- Eisbachwelle in München
- Leinewelle in Hannover
- Almwelle in Salzburg
- Floßlände am Isarkanal in München
- Fuchslochwelle an der Pegnitz in Nürnberg
- Hasewelle in einem Kaufhaus in Osnabrück
- City-Welle als mobiles Wellenbecken
- Unit-Wave in einem See in Langenfeld
- The Wave an der Traun bei Ebensee am Traunsee
- Honeggerwehr bzw. Lower Wave in der Reuss in Bremgarten
- Wellenwerk in Berlin

## Deutsche Meisterschaft

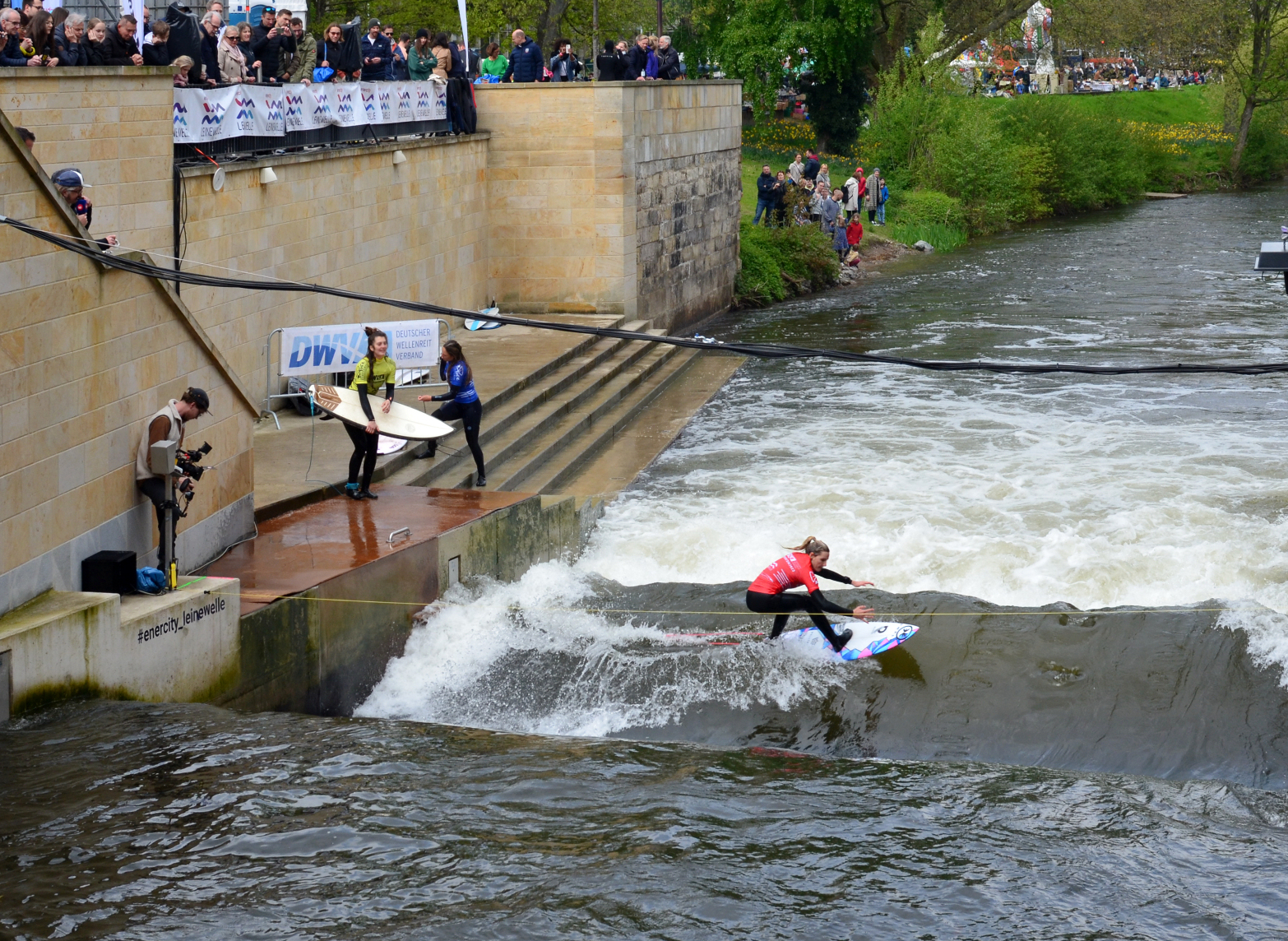
Deutsche Meisterschaft in Hannover, 2023

Der Deutsche Wellenreitverband führt jährlich die Deutsche Rapid Surf Meisterschaft durch. In dem Wettbewerb führt ein Rapid Surfer innerhalb von 30 Sekunden auf der Welle verschiedene Kunststücke, die als Tricks bezeichnet werden, vor. Dazu zählen zum Beispiel Drehungen und Sprünge. Eine Jury bewertet die Ausführung und die Vielfalt sowie den Gesamteindruck. Austragungsorte der seit 2019 durchgeführten Meisterschaft waren zunächst Nürnberg, Berlin und München. Die 4. Deutsche Meisterschaft wurde 2023 in Hannover unmittelbar nach der Eröffnung der Leinewelle ausgetragen.